# Dún Laoghaire
Dún Laoghaire 1 (pronunciado [dʌn ˈlɪəri] doon LEER-ee, [d̪ˠuːn̪ˠ ˈl̪ˠe(i)ːɾʲə] en irlandés: Dún Laoghaire-Ráth an Dúin, algunas veces llamado Dún Laoire; anglicanizado como Dunleary) es una ciudad suburbana de la costa y puerto de tamaño medio. Centro administrativo del condado administrativo de Dún Laoghaire-Rathdown, Irlanda. Localizada a 12 kilómetros al sur del centro de la ciudad de Dublín.

## Etimología

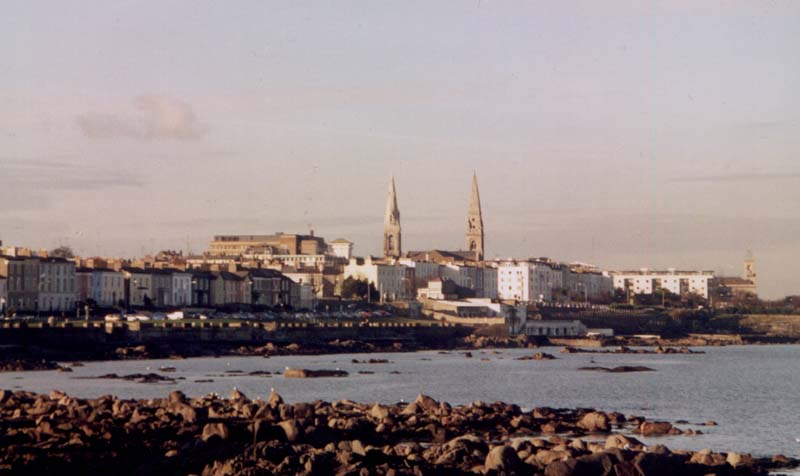
Vista de Dun Laoghaire.

El nombre del municipio deriva de Lóegaire mac Néill, Gran Rey de Irlanda del siglo V, que eligió el lugar como puerto para comunicarse con Gran Bretaña y Francia. Dún es una palabra celta que significa  fuerte, y restos de una fortificación de aquel periodo han sido encontrados en la costa. El Rey Laoghaire es famoso por haber permitido a San Patricio viajar a Irlanda y predicar el cristianismo.
La población fue oficialmente renombrada como Kingstown, en 1821 en honor de la visita del Jorge IV, pero volvió a su antiguo nombre por resolución del Concejo municipal en 1921, un año después de la independencia de Irlanda.

## Historia
El asentamiento original se encontraba al norte del actual centro de la población, pero cayó en desuso tras la decisión de construir un puerto principal, punto de entrada del barco de correo, en los inicios del siglo XVIII.
Hay un ancla, recuperada del pecio del barco correo RMS Leinster que fue torpedeado en 1918, con la pérdida de más de 500 vidas, localizado junto al Muelle de embarque Carlile, pertenece al Museo Nacional Marítimo de Irlanda.
Dún Laoghaire formó el distrito municipal de Dún Laoghaire, y era la única ciudad en Irlanda en tener su propio Comité de Educación Profesional. Es considerado parte del Gran Dublín.
Dún Laoghaire fue golpeado por una bomba vaga alemana durante la Segunda Guerra Mundial, la bomba que aterrizó cerca del Peoples Park en los Rosmeen Gardens. El daño de la bomba fue limitado para los edificios.

## Lugares emblemáticos

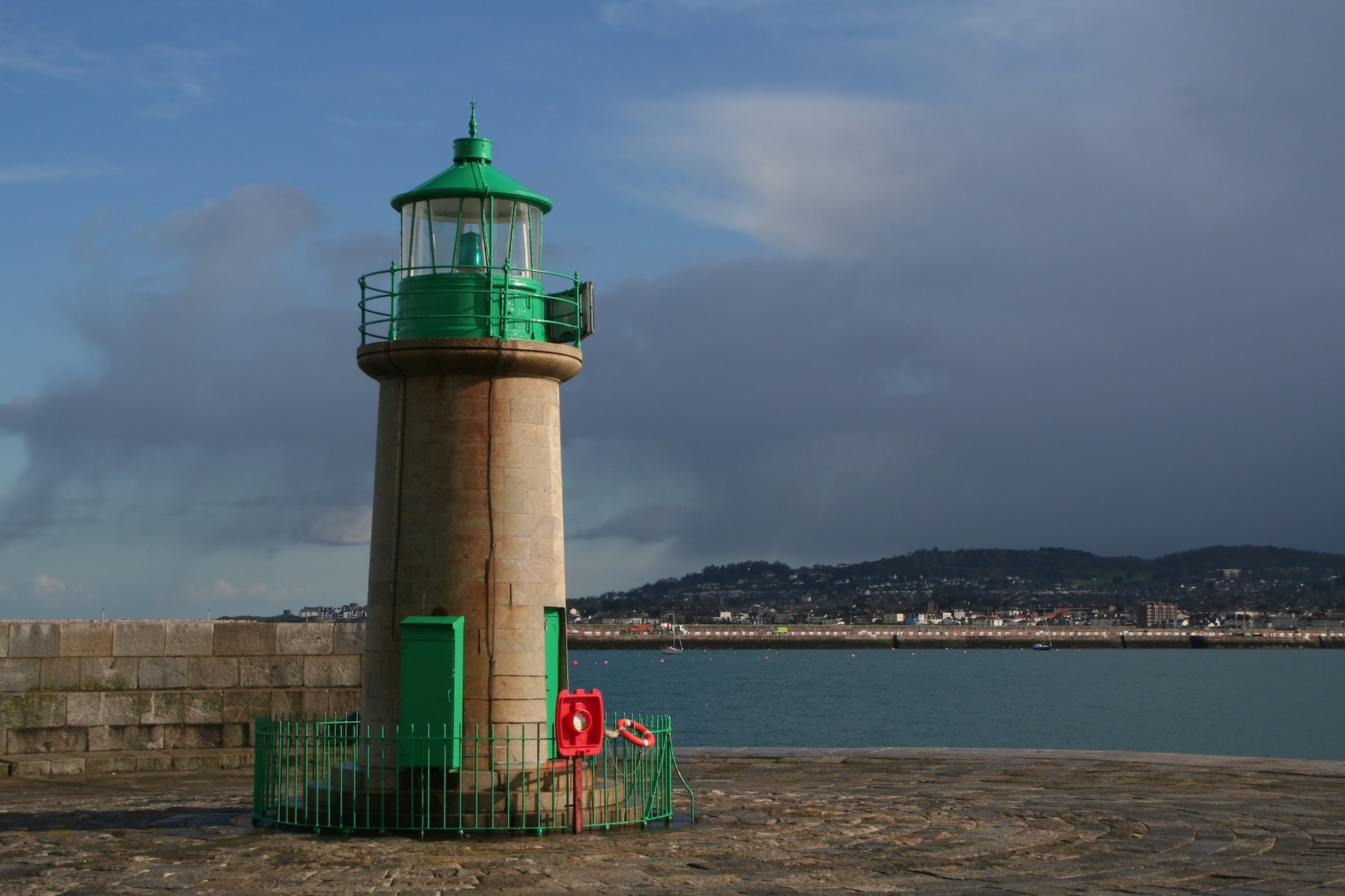
El faro East Pier

Sandy Cove, torre martello y casa scott.

El puerto, uno de los más grandes en el país, y la base para una ruta principal de transporte de coches al Reino Unido, es notable por sus dos muelles de embarque de granito. El muelle de embarque del este East Pier es en particular popular entre los paseantes, y fue destacado en la película del año 1996 " Michael Collins ", donde Liam Neeson (como Collins) y dos de sus coprotagonistas son vistos andando a lo largo de un paseo de la playa, que es en realidad él es el East Pier de Dún Laoghaire. En la cinta aparece también un quiosco de música en esta escena de película, y este es el quiosco de música real que hay sobre el East Pier. En julio de 2007, este quiosco de música fue retirado por la empresa Dún Laoghaire Abrigan, que inició la restauración del mismo.
Llevó 42 años para construir el puerto, a partir de 1817 hasta 1859. El obelisco del puerto, cerca de la antigua terminal de ferris conmemora la construcción de este puerto.
Hay un faro al final del East Pier, mientras la nueva oficina central del General Lighthouse Authority for Ireland (la Autoridad General de Faros para Irlanda) se localiza sobre Harbour Road.
Al Sur del puerto se encuentra la Bahía del Escocés, donde había en el área de la playa un complejo Victoriano, con paseos, refugios y baños. Los paseos y refugios están en gran parte intactos pero los “Dún Laoghaire Baths” han sido abandonados hace muchos años. Los proyectos para la restauración de esta área son muy discutidos, y algunas ideas más ambiciosas han sido sumamente polémicas.
El Museo Marítimo Nacional de Irlanda se presenta en la  "Mariners' Church" (iglesia de los Marineros ", que anteriormente sirvió a la Marina británica, y está situado en el centro de ciudad, junto a un paseo espiral, el estanque y una bolera sobre terreno público. La "Mariners' Church" actualmente sufre una restauración general. A new central library will be built alongside it.
Una “Carnegie public library”, con una ampliación moderna, se localiza en la “Library Road”, y alberga los libros oficiales del Concejo Municipal.
Un tradicional parque de estilo Victoriano, el “People's Park”, se encuentra al final de George's Street, incluye salones de té que todavía funcionan.
Al menos un tradicional "refugio del taxista " sobrevive - estos eran pequeños edificios construidos para los conductores de taxis tirados por caballos.
Las instalaciones de atención pública de la comunidad incluyen, el Centro municipal Boylan, Dun Laoghaire Scout Den, y un servicio de información de comunidad en la torre de la iglesia de St. Michael.
Hay una torre del Martello en el cercano Sandycove, conocida) como la Torre de James Joyce y el conteniendo de un pequeño museo. "

## Transporte

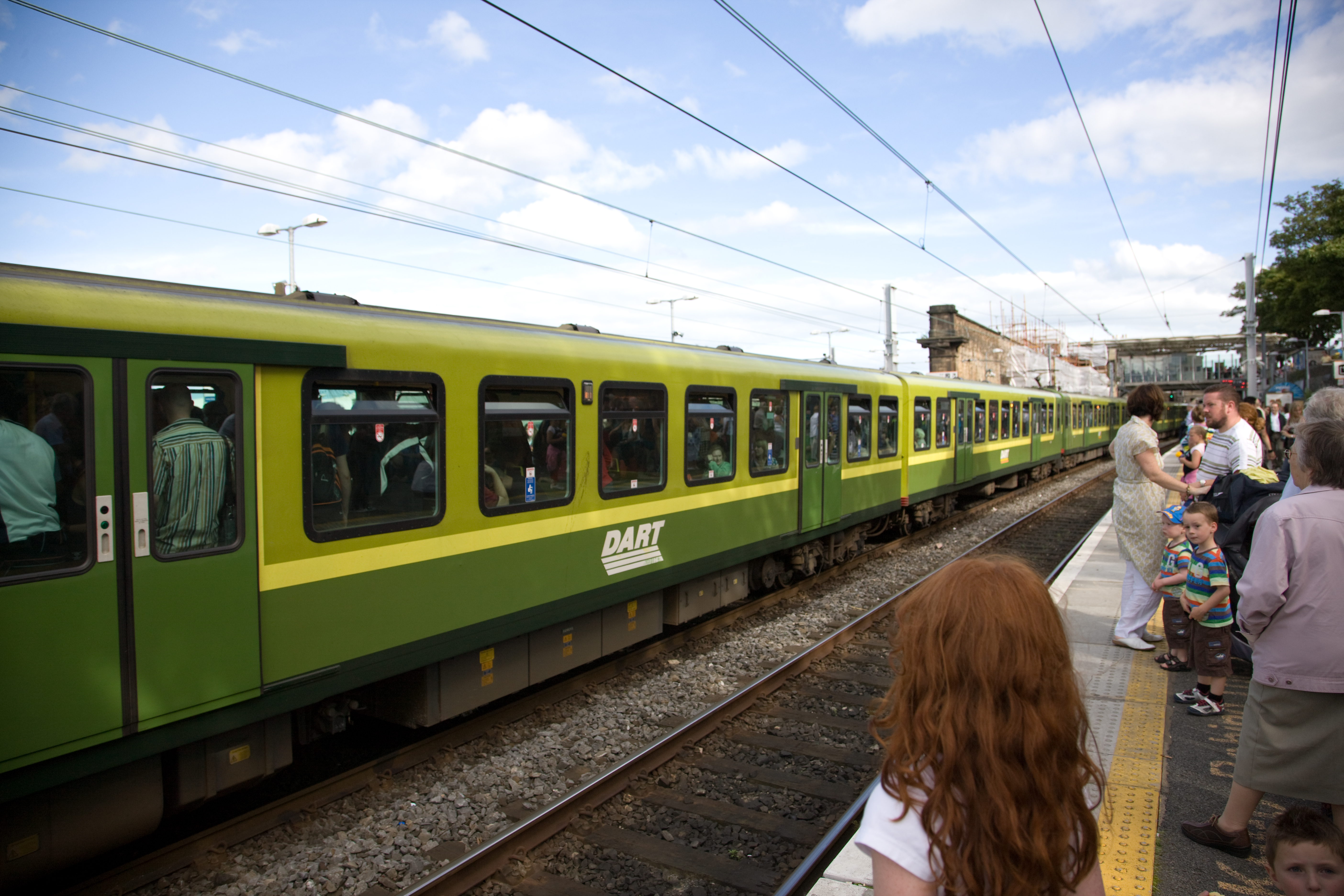
Estación del tren en 2008.

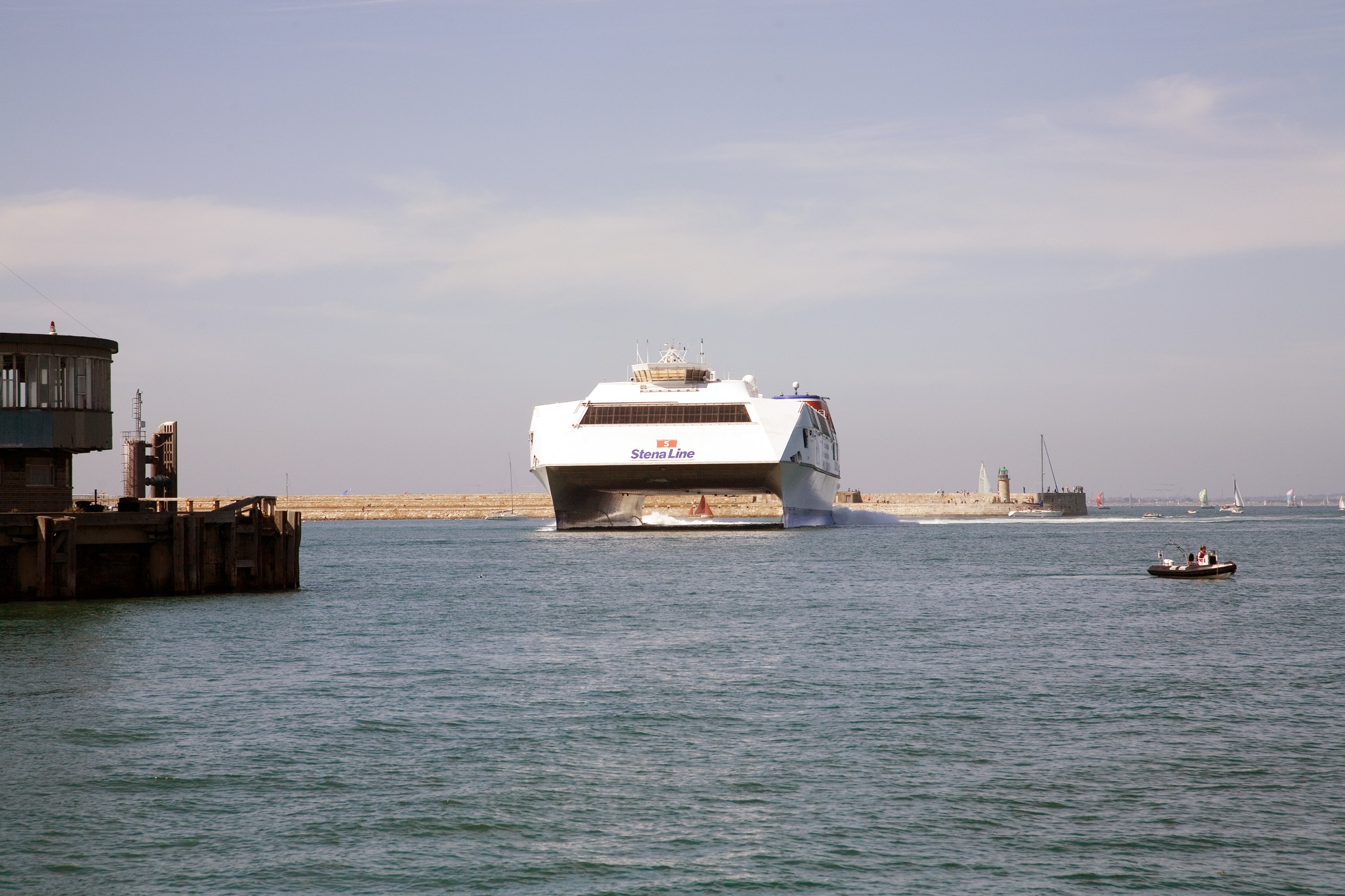
Entrada del Ferry en el puerto.

### Transporte público

#### Historia del ferrocarril
El Dublin and Kingstown Railway, construido en 1834, fue el primer ferrocarril de Irlanda.

### Ferry
Tiene conexión de ferry con Holyhead en Anglesey, en el norte de Gales; ésta es una de las rutas principales para pasajeros viajando a través del Mar de Irlanda con Gran Bretaña. El puerto ha ganado popularidad en viajes de un día, gracias a las líneas de ferry, con naves más rápidas.

## Deportes

### Navegación

Panorámica del puerto.

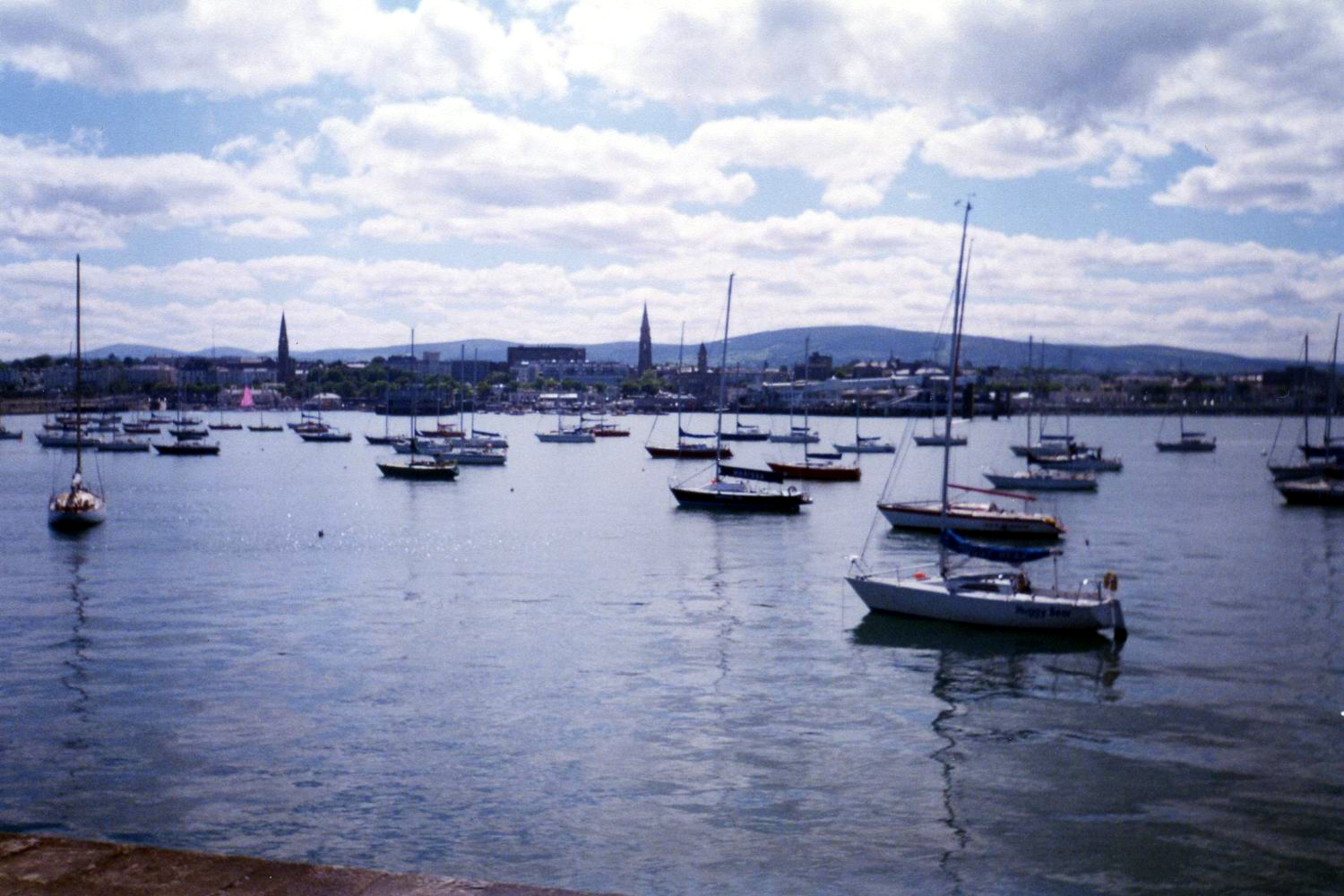
Embarcaciones en la ensenada del puerto.

El puerto de Dún Laoghaire es casa de seis yacht clubs. Desde el Norte (West Pier) al Sur (East Pier) encontramos: el Dún Laoghaire Motor Yacht Club, el Sailing In Dublin Club, el Royal Irish Yacht Club, el Royal St. George Yacht Club, el Royal Alfred Yacht Club, y el National Yacht Club.
El área situada al norte del West Pier es usada intensivamente año tras año por practicantes de  windsurfers como punto de encuentro, y ocasionalmente es empleada por escuelas de iniciación a la vela.

### Golf
La población tuvo club de golf desde 1909 a 2007, pero sus miembros estuvieron de acuerdo en vender el campo para edificar y trasladarse a Ballyman Road, cerca de Enniskerry en Co. Wicklow. El traslado ocurrió el 1 de agosto de 2007, to a purpose-built 96-acre site, with spectacular views over the Wicklow countryside including the Sugarloaf mountain. The new course is one of the finest in the Dublin area, with some people dubbing the course "The D Club", in reference to Kildare's spectacular K Club.

## Educación
En el área de Dún Laoghaire existen cuatro establecimientos de educación de tercer grado; el Colegio universitario para los dos últimos años en el centro de ciudad, que dentro de poco se moverá a Blackrock. Dún Laoghaire Instituto de Arte, Diseño y Tecnología, Dún Laoghaire Instituto de formación profesional en la Calle Cumberland e Instituto de formación profesional Sallynoggin.
Dún Laoghaire ha perdido varias de sus escuelas secundarias en las dos décadas pasadas, debido a desplazamientos demográficos a áreas periféricas. Tres escuelas que cerraron son, Christian Brothers Eblana en la Avenida, fundada en 1856 y activo hasta 1992, la escuela de las muchachas de Convento dominicana, que se cerró un año antes en 1991 y el Colegio de Presentación Glasthule fundado en 1902, que funcionó hasta 2007.

## Compras y negocios

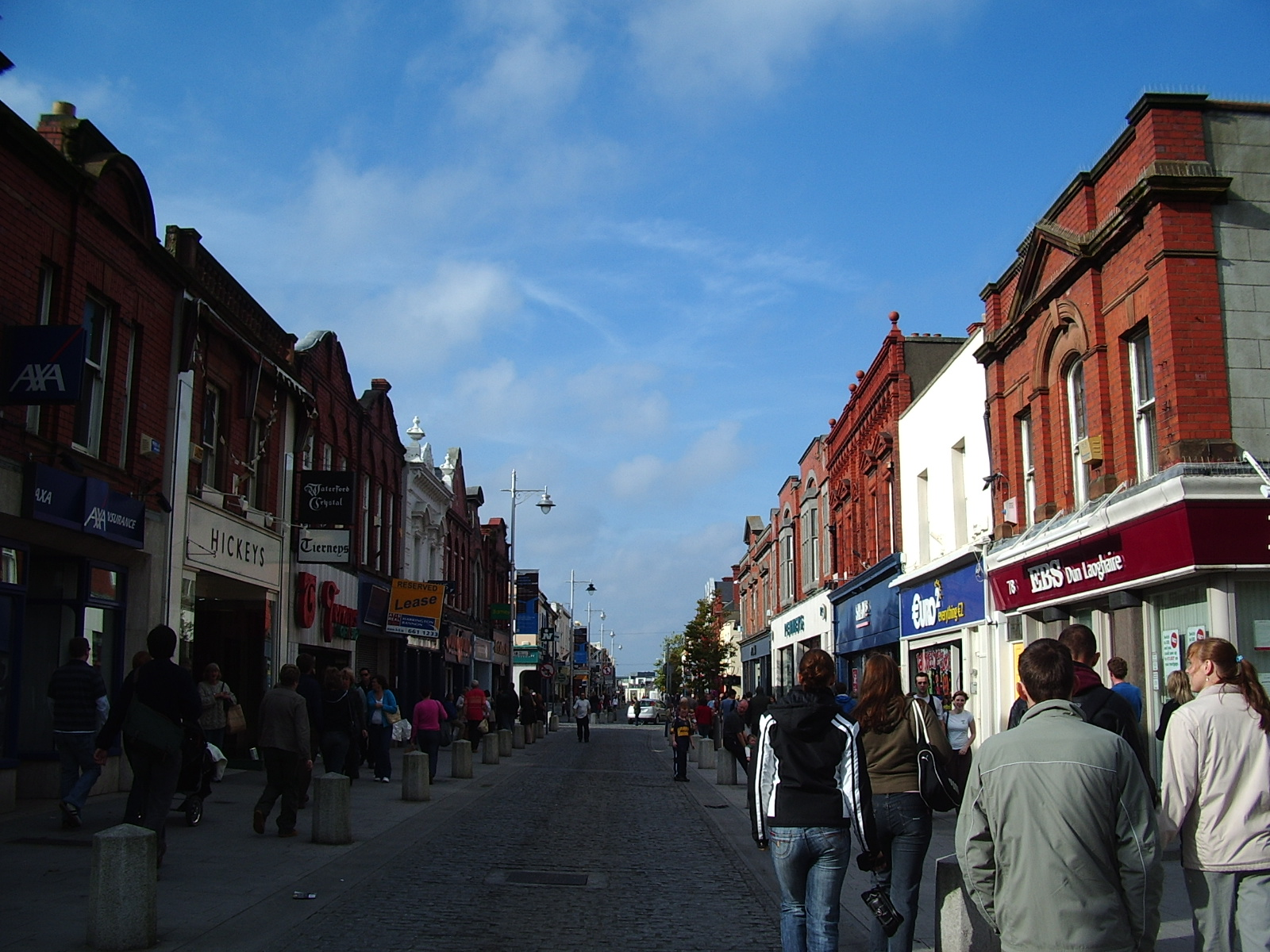
George's Street, calle principal de compras de la ciudad.

Dún Laoghaire tiene una calle principal donde hacer compras, la Calle de Jorge, así como dos centros comerciales: el Centro Comercial Dún Laoghaire y Bloomfields, el más antiguo de 1977. Los años recientes, han visto una expansión del comercio desde George Street, hacia los cines y el teatro Pavilion en la zona frente al ayuntamiento.
Existe amplia oferta de establecimientos públicos para comer, así como cerca de un centenar de tiendas y comercios.
En la población se encuentran las oficinas centrales de uno de los mayores supermercados de Irlanda, Tesco Ireland, que posee los dos centros comerciales más grandes de todo Irlanda. Hay también otras casas matrices de diferentes empresas, como pueden ser Bord Iascaigh Mhara y Berlitz Ireland.
Existe una activa asociación de comerciantes y una Cámara Local de Comercio.

### Turismo
El mayor número de visitantes a la población inicialmente venía desde Dublín, y hoy la población dispone de un hotel grande, remodelado en 2007, el Royal Marine, junto a algunos hoteles pequeños y algún bed-and-breakfasts.

### Bares y vida noctámbula

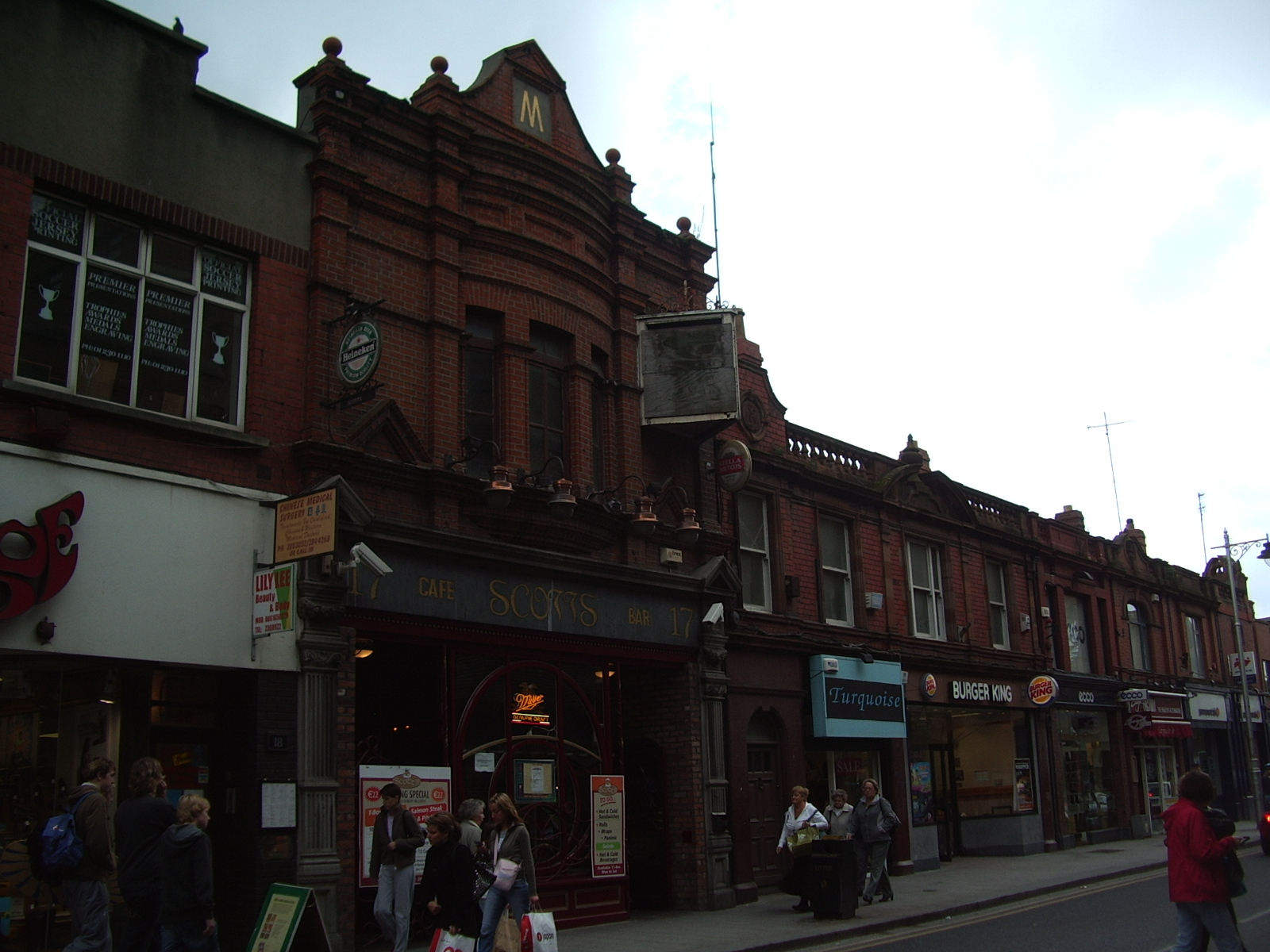
Café en Dun Laoghaire.

En Dún Laoghaire hay 11 bares y 4 night clubs, la mayoría ubicados a lo largo de la calle principal Georges Street Upper. Entre ellos algunos “traditional Irish bars” como Walters, Scotts, Wiers & Dunphys y otros más modernos tipo Café Bar como Lime Café Bar.

## Servicios de Salud
Dún Laoghaire dispone del St. Michael's Hospital así como algunas clínicas privadas, terapeutas y practicantes.

## Cultura
Dún Laoghaire tiene conexión con algunas figuras sobresalientes de la cultura, entre los más notables James Joyce y Samuel Beckett. La estancia de Joyce con Oliver St. John Gogarty en la Torre Martello en el cercano Sandycove la inmortalizó posteriormente en el capítulo inicial del  Ulysses. Samuel Beckett vino del cercano Foxrock y se dice que, experimentó una Epifanía artística, (ha aludido a ella en su obra La Última Cinta de Krapp), estando sentando el final de uno de los muelles de embarque de Dún Laoghaire. Una placa de bronce señala el lugar.
Dún Laoghaire celebra un Festival Mundial de las Culturas, de tres días de duración está dedicado a la música de todos los rincones del planeta. Es uno de los mayores festivales de música de Irlanda, y atraé a cerca de un cuarto de millón de personas un fin de semana de agosto.
Un nuevo rumbo se marcó para el teatro con la apertura del "Pavilion", en 2000. Sobre el "Kingstown Pavilion" de 1903, Es el teatro del Condado de Dún Laoghaire-Rathdown, y en él se celebra algunos de festivales importantes incluyendo el Festival Internacional De la marioneta, y recientemente, el  Festival de Teatro de Dublín. "

## Personajes
- James O'Shea: jugador de fútbol profesional internacional con Irlanda.
- Tony Adams: productor de cine, teatro y televisión.
- Liam Cosgrave: político irlandés del partido Fine Gael.
- Ronnie Drew: cantante y compositor irlandés.
- Bob Geldof: cantante, actor, compositor y guitarrista irlandés.
- Paulo Jardim: filántropo brasileño.